# Gregory Springer
Gregory Thomas Springer (Woodland Hills, 13 de febrero de 1961) es un deportista estadounidense que compitió en remo. Participó en dos Juegos Olímpicos de Verano en los años 1984 y 1992, obteniendo una medalla de plata en Los Ángeles 1984 en la prueba de cuatro con timonel.

## Palmarés internacional
| Juegos Olímpicos | Juegos Olímpicos             | Juegos Olímpicos | Juegos Olímpicos   |
| Año              | Lugar                        | Medalla          | Prueba             |
| ---------------- | ---------------------------- | ---------------- | ------------------ |
| 1984             | Los Ángeles (Estados Unidos) | Medalla de plata | Cuatro con timonel |